# Eduardo Salvio
Eduardo Salvio, născut la 13 iulie 1990 în Avellaneda, este un fotbalist argentinian, care joacă pe post de mijlocaș lateral la Lanús în Primera División Argentina. Pe plan internațional, are prezențe la națională pentru Argentina U17⁠(d), Argentina U20⁠(d) și Argentina.

## Biografie
El a marcat prima sa dublă în Europa League (Atletico 3-1 Besiktas) pe 8 martie 2012.
În 2012, la sfârșitul lunii iulie, a semnat cu Benfica Lisabona un contract valabil cinci sezoane, după ce mai fusese împrumutat la clubul portughez în sezonul 2010-2011.

## Palmares
- Atlético de Madrid
  - Europa League: 2010, 2012
- Benfica Lisabona
  - Campionatul Portugaliei: 2014, 2015, 2016
  - Cupa Portugaliei: 2014
  - Cupa Ligii Portugaliei: 2011, 2014, 2015, 2016
  - Supercupa Portugaliei: 2014

## Legături externe
- Site web oficial
- Profilul lui Eduardo Salvio pe ForaDeJogo
- Profilul lui Eduardo Salvio pe Soccerway
- Eduardo Salvio pe site-ul National-Football-Teams.com
- Eduardo Salvio pe site-ul FIFA (arhivat)
- Eduardo Salvio – pe site-ul UEFA